# Luciano Acosta
Luciano Federico "Lucho" Acosta (Rosário, 31 de maio de 1994) é um futebolista argentino que joga como meia-atacante. Atualmente defende o Fluminense.

## Carreira

### Boca Juniors
Acosta fez sua estreia profissional pelo Boca Juniors em 9 de fevereiro de 2014, quando o Boca empatou com o Newell's Old Boys, substituindo Juan Manuel Martínez na final de 2014 . Acosta apareceu no Xeneizes como titular durante o Torneo Final de 2014.

#### Estudiantes (empréstimo)
No dia 24 de janeiro de 2015, o jogador foi cedido por empréstimo ao Estudiantes. O contrato foi até o fim da temporada com opção de compra do time por 50% do passe do jogador.
Pelo time de La Plata, o jogador fez 35 aparições, participando da campanha que deixaria o Estudiantes nas oitavas de final da Libertadores de 2015, onde marcou 1 gol, e também esteve no plantel que fez o clube ficar em 7º colocado no Campeonato Argentino de 2015, garantindo vaga para a Pré-Libertadores de 2016. O jogador também marcou 1 gol nessa competição.[carece de fontes?]

### DC United (empréstimo e compra)

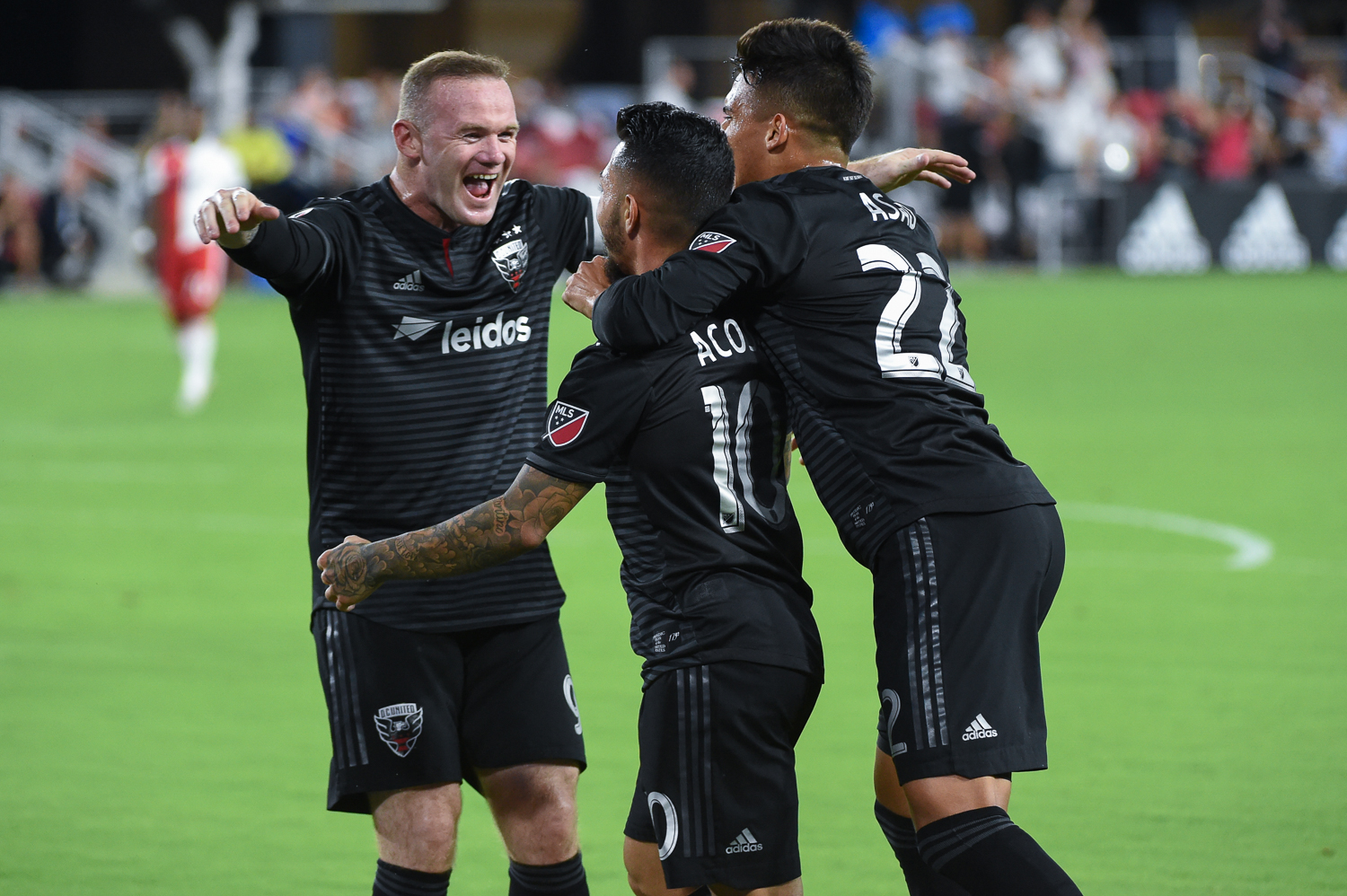
Acosta comemorando com Wayne Rooney, em 2018.

Em 2016, Acosta foi emprestado por uma temporada ao DC United da Major League Soccer. Acosta fez sua estreia competitiva em uma partida das quartas de final da Liga dos Campeões da CONCACAF contra o Queretaro . Ele marcou seu primeiro gol pelo DC United aos 86 minutos de um jogo da liga contra o New England Revolution em 23 de abril.
Após a temporada de 2016, o DC United comprou o contrato de Acosta por uma taxa recorde do clube. Ele marcou seu primeiro hat-trick profissional em 13 de agosto de 2018, quando jogava pelo DC United contra o Orlando City e a partida terminou em 3–2 a favor do DC United. Em 21 de outubro de 2018, Acosta deu uma assistência para Wayne Rooney após um drible excelente e também marcou para si mesmo na vitória por 3 a 1 sobre o New York City FC, que garantiu uma vaga no play-off na MLS Cup para o DC United.

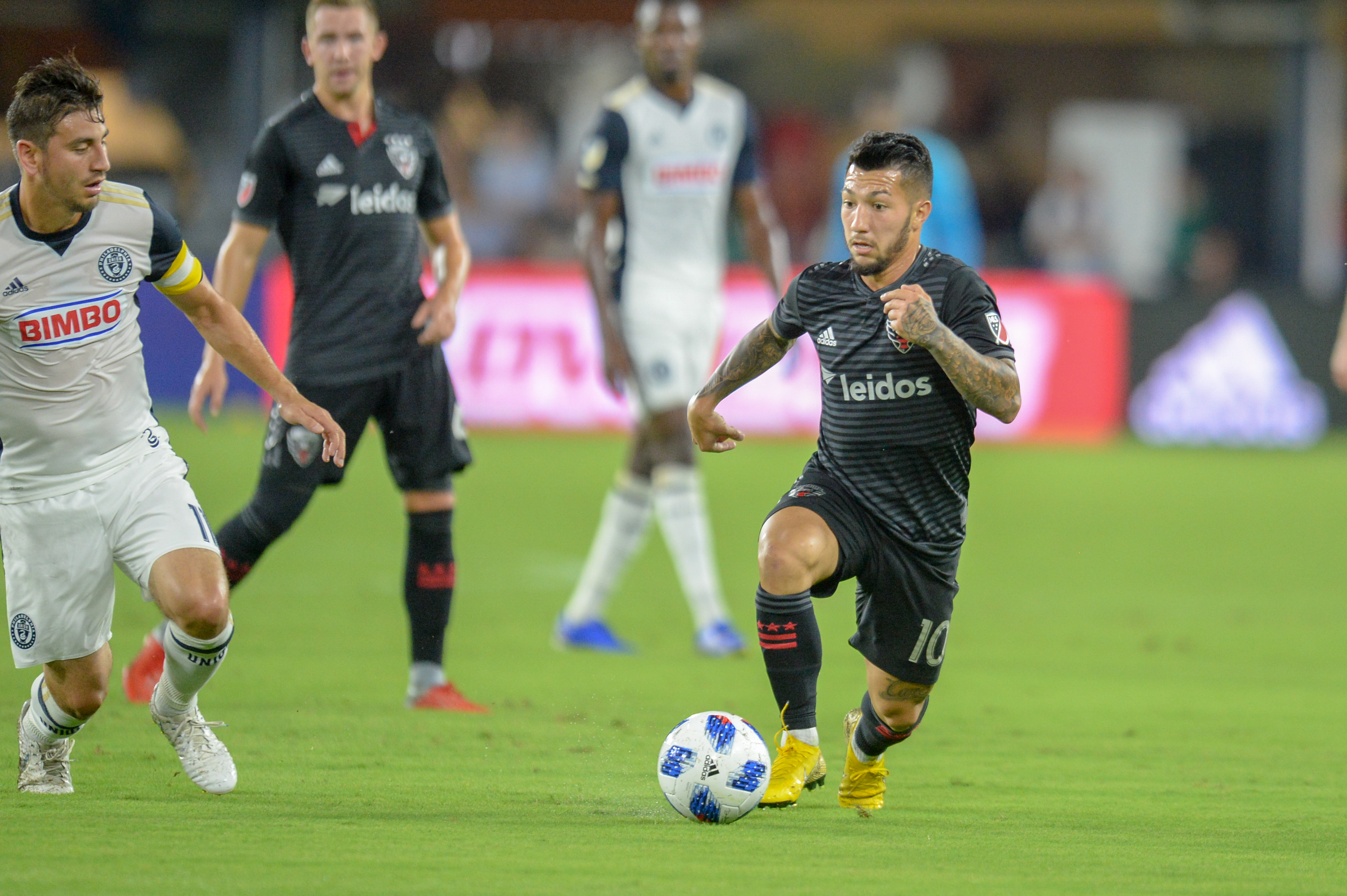
Acosta conduzindo a bola pelo D.C. United, em 2018.

Desde a chegada de Wayne Rooney ao DC United, Luciano e Wayne desenvolveram uma boa química em campo e trocaram gols e assistências. A química fez com que fossem considerados uma das melhores duplas de toda a MLS. Os fãs do DC United apelidaram sua dupla de "Luchoroo".
Antes da temporada de 2019, Acosta estava muito perto de assinar com o Paris Saint-Germain. Fontes disseram que a oferta ao DC United era inferior a 10 milhões de dólares e Acosta estava programado para chegar a Paris para o exame médico. Na temporada 2019 da MLS, a forma de Acosta estava em declínio, e estava começando a ser expulso do primeiro time. Após a temporada de 2019, o contrato de Acosta com o DC United terminou. Ele jogou sua última partida pelo DC em 19 de outubro de 2019, em uma partida do playoff da MLS contra o Toronto. 
Em 12 de novembro de 2019, Acosta disse a um canal de rádio argentino, 'La Mano de Dios', que o ex-companheiro de DC, Wayne Rooney, disse a ele que queria trazê-lo para Derby County, onde Rooney se tornaria jogador-treinador em 2020. Acosta deixou o DC United no final da temporada de 2019, quando seu contrato expirou.

### Atlas
Em 19 de dezembro de 2019, foi anunciado que Acosta se juntaria ao Atlas da Liga MX em 1º de janeiro de 2020. Acosta marcou seu primeiro gol pelo Atlas contra o Tijuana em 31 de janeiro de 2020.

### FC Cincinnati

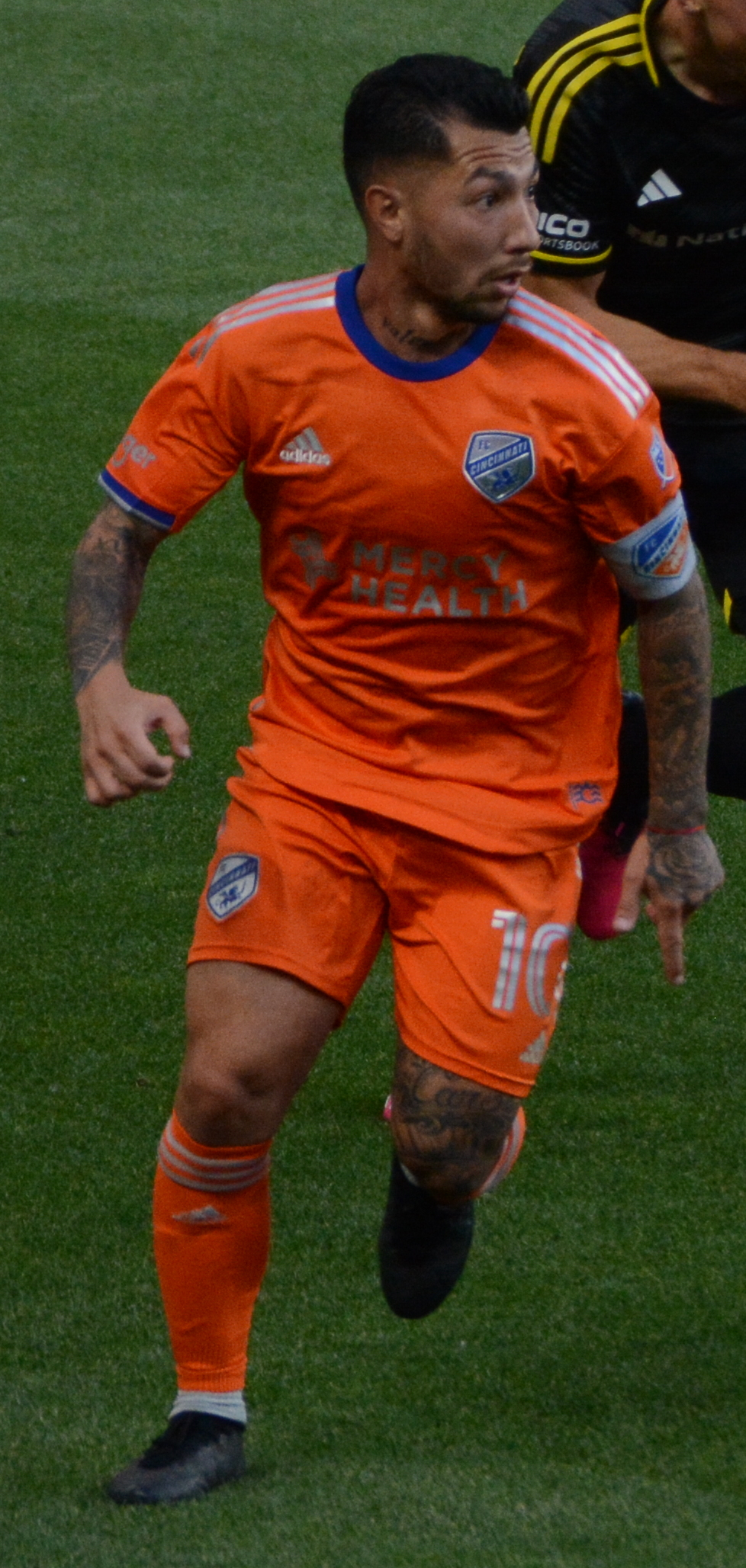
Luciano Acosta em 2023.

Em 17 de março de 2021, Acosta voltou à Major League Soccer, juntando-se ao Cincinnati em um contrato de três anos como jogador designado. O FC Cincinnati adquiriu seus direitos da MLS do DC United em troca de $ 250.000 em dinheiro de alocação geral, mais possíveis incentivos futuros. Ele fez sua estreia pelo clube em 17 de abril de 2021, na estreia contra o Nashville. Ele marcou no 8º minuto quando o FC Cincinnati empatou em 2–2 fora de casa.
Pela equipe estadunidense, Luciano se consolidou como capitão da equipe, e assinou uma extensão de contrato em setembro de 2023, após quase mudar de equipe no começo do ano. Nesse mesmo ano, o jogador conquistou a MLS Supporters' Shield, seu primeiro título jogando nos Estados Unidos.

### FC Dallas
No dia 12 de fevereiro de 2025, o FC Dallas, clube da MLS, anunciou a contratação de Acosta. O Dallas desembolsou cerca de US$ 5 milhões e mais US$ 1 milhão em bônus se certas métricas de desempenho forem atendidas.

### Fluminense
No dia 8 de agosto de 2025, Acosta foi anunciado oficialmente pelo Fluminense. O Flu desembolsou cerca de US$ 4 milhões de dólares (cerca de R$ 22 milhões) por 100% dos direitos ao FC Dallas. O contrato é até o fim de 2028.

## Títulos
Cincinnati
- MLS Supporters' Shield: 2023

### Individual
- MLS 11 Melhores: 2018,[23] 2022[24]
- MLS All-Star: 2022[25]
- Time Ideal da MLS: 2024
- Indicado a Seleção do Ano da FIFA: 2024 (FIFPro)

## Vida Pessoal
Acosta possui um green card nos Estados Unidos, o que o qualifica como um jogador para fins de escalação da MLS.